# ロバート・バルクーン
ロバート・バルクーン（Robert Baloucoune、1996年4月3日 - ）は、ユナイテッド・ラグビー・チャンピオンシップ、アルスターに所属するラグビーユニオン選手。

## プロフィール
- ポジションはウイング（WTB）、フルバック（FB）。
- 身長 193cm、体重 89kg
- 北アイルランドのエニスキレンで生まれた。父親はセネガル出身[1]。
- ユース時代はエニスキレンRFCに所属。2017年のアルスター・タウンズ・カップで準優勝

## 略歴
2018年のラグビーワールドカップセブンズ2018にアイルランド代表として選出。

同年からアルスター・ラグビーに所属。

2021年アメリカ戦で代表デビュー・初トライ。